# Cathode Mamma/Rrock
Cathode Mamma è l'ottavo singolo del duo musicale italiano Krisma, pubblicato nel 1980 come secondo estratto dal terzo album Cathode Mamma.

## Tracce
1. Cathode Mamma – 3:48 (testo: Peter Sibley – musica: Krisma)
2. Rrock – 4:26 (testo: Peter Sibley – musica: Krisma)

Durata totale: 8:14

## Formazione
- Christina Moser
- Maurizio Arcieri

## Edizioni
- 1980 - Cathode Mamma/Rrock (Polydor, 2060 235, 7", Italia)
- 1981 - Cathode Mamma/Rrock (Polydor, 2814 248, 7", promo, Francia)

## Cover
- Nel 2003  il brano Cathode Mamma è stato reinterpretato dal duo electroclash Hong Kong Counterfeit all'interno del loro album Paradisco, pubblicato dall'etichetta S.H.A.D.O. Electro.[1]